# Josep Pedrals i Urdàniz
Josep Pedrals i Urdàniz (Barcelona, 13 de gener de 1979) és un poeta i rapsode barceloní. Bregat en el món del recital poètic en l'àmbit de parla catalana, ha col·laborat a més en diversos mitjans de comunicació, entre d'altres el diari Avui i Catalunya Ràdio. En l'àmbit musical, l'any 2007 dugué a terme l'espectacle de hip-hop Endoll, junt amb Guillamino. Abans havia actuat amb «Explosión Bikini» i actualment treballa amb la banda Els Nens Eutròfics. Ha col·laborat amb el diari Ara, on publicà un sonet diari. El seu pare fou el capellà i pedagog català Ricard Pedrals i Blanxart.

## Obres
Poesia
- Escola italiana. Barcelona: Ed. 62, 2003 (ISBN 978-84-297-5272-4)
- Eclosions. (Amb Ester Andorrà). Cornellà de Llobregat: LaBreu Edicions, 2005 (ISBN 978-84-933762-3-9)
- El furgatori. Cornellà de Llobregat: Labreu Edicions, 2006 (ISBN 978-84-933762-8-4)
- En/doll. Cornellà de Llobregat: Labreu Edicions, 2007, amb Guillamino
- El Romanço d'Anna Tirant. Cornellà de Llobregat: Labreu Edicions, 2012 (ISBN 978-84-938583-8-4)
- Qui no mereix una pallissa! (amb Melcior Comes, Pere Antoni Pons i Jordi Rourera)
- Els límits del Quim Porta (LaBreu, 2018)(ISBN 978-84-948332-4-3)
- El joc del penjat. Barcelona: Ànimallibres, 2022.
- Confessió del goliart. Barcelona: Vibop, 2022
- Feiners festius. Lleida: Universitat de Lleida, 2023

Poesia infantil i juvenil
- Exploradors, al poema!. Barcelona: Estrella Polar, 2014 (ISBN 978-84-9057-431-7)

Obres dramàtiques representades
- Puaj!. Reus: Teatre La Palma, 2005
- Wamba va! (amb Eduard Escoffet, Martí Sales Sariola). Barcelona: Mercat de les Flors, 2005
- En comptes de la lletera. Barcelona: La Seca. Espai Brossa, 2012
- El Furgatori. Barcelona: La Seca. Espai Brossa, 2012

Traduccions
- Esperant Godot. Barcelona: Proa, 2020

## Premis literaris
- Lletra d'Or, 2013: El Romanço d'Anna Tirant[8]
- Premi Ciutat de Barcelona 2018[9]